# Ceybil Jefferies
Ceybil Jefferies (m. 10 de abril de 2020), también conocida por el nombre artístico de Sweet Sable, fue una vocalista de house y R & B más conocida por su trabajo durante la década de 1990, con temas como el sencillo de house holandés de 1996, "It's Gonna Be Alright" con Deep Zone, que alcanzó el número 20 en la lista de canciones de Billboard Dance Club. Sus otros singles más conocidos incluyen "So Special" y "Open Your Heart", que alcanzaron el top 20 de la lista de canciones de Billboard Dance Club en 1991. En ocasiones se hizo llamar Sweet Sable a partir de 1994, a menudo cambiaba la ortografía de su nombre o lo reinventaba, dependiendo del lanzamiento. Las variaciones de su nombre incluyeron Ceybil, Sable Jefferies, su nombre de nacimiento Sybil Jefferies y Ceybil Jeffries. 
Jefferies no debe confundirse con Sybil, otra cantante y compositora estadounidense de R&B y pop. 

## Biografía
Nacida como Sybil Jefferies, era originaria de Brooklyn, Nueva York.
Inicialmente firmó con Atlantic Records, que lanzó su álbum debut, Let Music Take Control en 1991. Dos singles del álbum, "So Special" y "Open Your Heart", fueron los 20 mejores éxitos en la lista de canciones de Billboard Dance Club ese mismo año. 
Antes del lanzamiento de su segundo álbum Open Your Heart, Jefferies dejó Atlantic Records y firmó con Scotti Brothers Records bajo un nuevo nombre artístico, "Sable Jefferies". El primer sencillo del álbum, "Friends (For Old Time Sake)", estuvo más influenciado por el género de new jack swing, en lugar de su anterior trabajo de música house. "Friends (For Old Time Sake)" tuvo éxito al alcanzar el número 15 en la lista Billboard R&B y el número 2 en la lista Billboard Bubbling Under Hot 100. Acortado a "Old Time's Sake", su canción fue incluida en la banda sonora de la película Above the Rim en 1994 bajo su apodo, Sweet Sable.

## Muerte
Ceybil Jefferies murió de COVID-19 en abril de 2020. Su muerte fue anunciada y confirmada por colegas de la industria musical el 10 de abril de 2020, incluido el productor discográfico Salaam Remi.